# Schützenfest

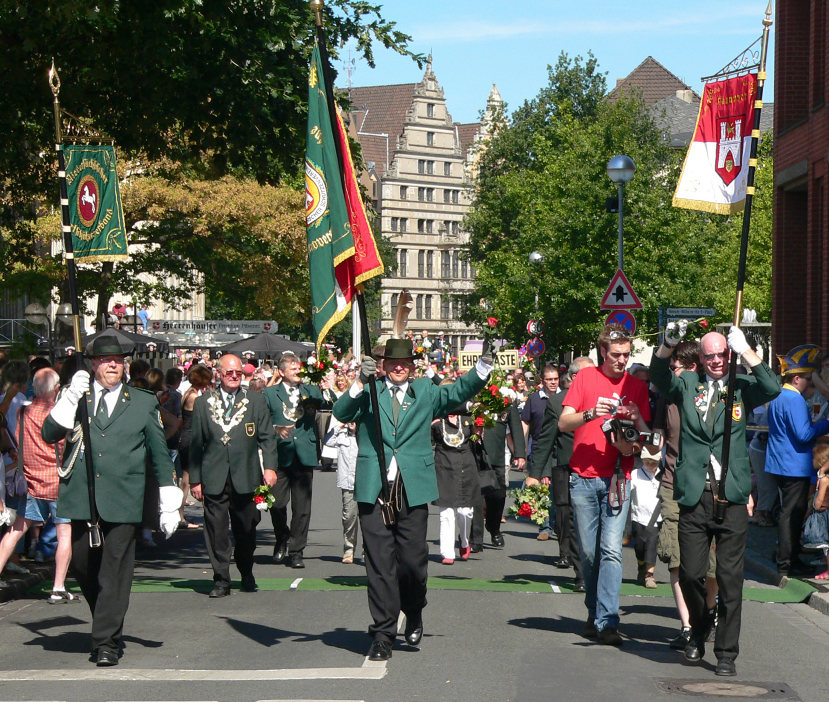
Schützenausmarsch Hannover, 2009

Ein Schützenfest ist ein Volksfest, das sich aus dem regelmäßigen Treffen von Schützenbruderschaften bzw. Schützenvereinen herleitet. Im Verlauf des Festes wird in der Regel in einem Schießwettbewerb der beste Schütze (Schützenkönig) oder die beste Schützin (Schützenkönigin) bestimmt. Einige lokale Bräuche ermitteln ihn bzw. sie auch durch andere Wettbewerbe, wie Ringstechen, Vogelschießen, Scheibenschießen oder das Schießen mit Pfeil und Bogen.

## Geschichte

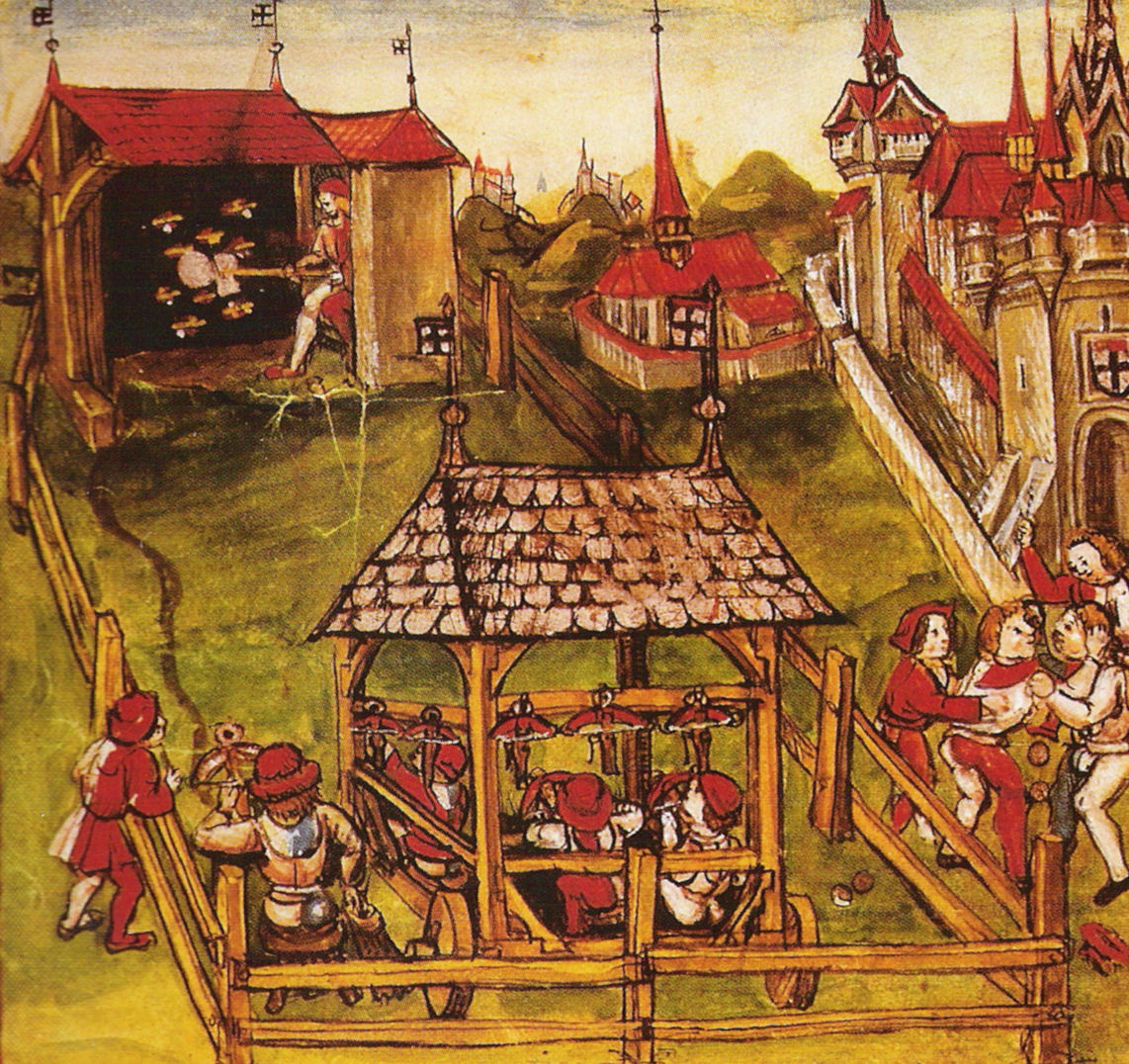
Konstanzer Schützenfest 1458

Im Mittelalter mussten sich einige Städte noch selbst vor Plündererbanden schützen. Aus diesem Grund wurden Vereine gegründet, die einer Bürgerwehr ähnelten. Mit dem von König Heinrich I. im Jahr 924 erlassenen Gesetz zur Wehrverfassung der Städte wurden diese Bürgerwehren, zumindest was Siedlungen mit Stadtrecht betrifft, dann erstmals auch sanktioniert und offizieller Teil der Stadtverteidigung. Im Zusammenhang mit den Übungen und den Musterungen der Aufgebote der Städte wurden Feierlichkeiten, verbunden mit Umzügen, veranstaltet. Zu diesen Schützenhöfen wurden auch Teilnehmer aus befreundeten Gemeinden und teilweise auch die feudalen Stadtoberhäupter eingeladen. Der selbstbewusste Charakter dieser Veranstaltungen der Bürger wurde aber nicht zu allen Zeiten von der Obrigkeit gebilligt. Daher entwickelten sich regional sehr unterschiedliche Traditionen. Die militärische Bedeutung dieser Einrichtungen nahm über die Jahrhunderte ab und wurde mit dem Aufstellen regulärer Truppen und Garnisonen zur Landesverteidigung bedeutungslos. Die Schützenfeste und Schützenvereine blieben als heimatliche Tradition und regionale Brauchtumspflege.
Im Gegensatz dazu haben Schützenfeste in der militärischen Miliztradition der Schweiz (ohne stehendes Heer) ihren Wehrcharakter weitgehend behalten. Sie haben auch eine wichtige Rolle für den Zusammenhalt der verschiedenen Sprachregionen gespielt, insbesondere die Eidgenössischen Schützenfeste in der ersten Hälfte des 19. Jahrhunderts. Bis heute spielt das Militär mit Finanzierungsbeihilfen eine wichtige Rolle. Die Teilnahme am jährlich durchgeführten Eidgenössischen Feldschiessen ist kostenlos. Es wurde insbesondere gegründet, um die Treffsicherheit der Wehrmänner zu verbessern. Bis 1996 musste jeder Armeeangehörige in einem der Schützenvereine der Schweiz Mitglied werden und das „obligatorische Programm“ absolvieren. Bei den seither verbliebenen Mitgliedern stehen die Tradition, Kameradschaft und die sportliche Herausforderung im Vordergrund.
Die Bräuche um das Schützenfest werden vor allem in Bayern und Niedersachsen, aber auch am Niederrhein, Mittelrhein und in Westfalen (insbesondere im Sauerland mit dem Dachverband Sauerländer Schützenbund und dem angrenzenden Siegen-Wittgenstein), sowie der Hellwegbörden mit Schützenumzügen gepflegt. An die alte Tradition wird seit der deutschen Wiedervereinigung auch in Ostdeutschland wieder angeknüpft. Die mit den Schützenfesten verbundenen Traditionen können regional sehr unterschiedlich sein.

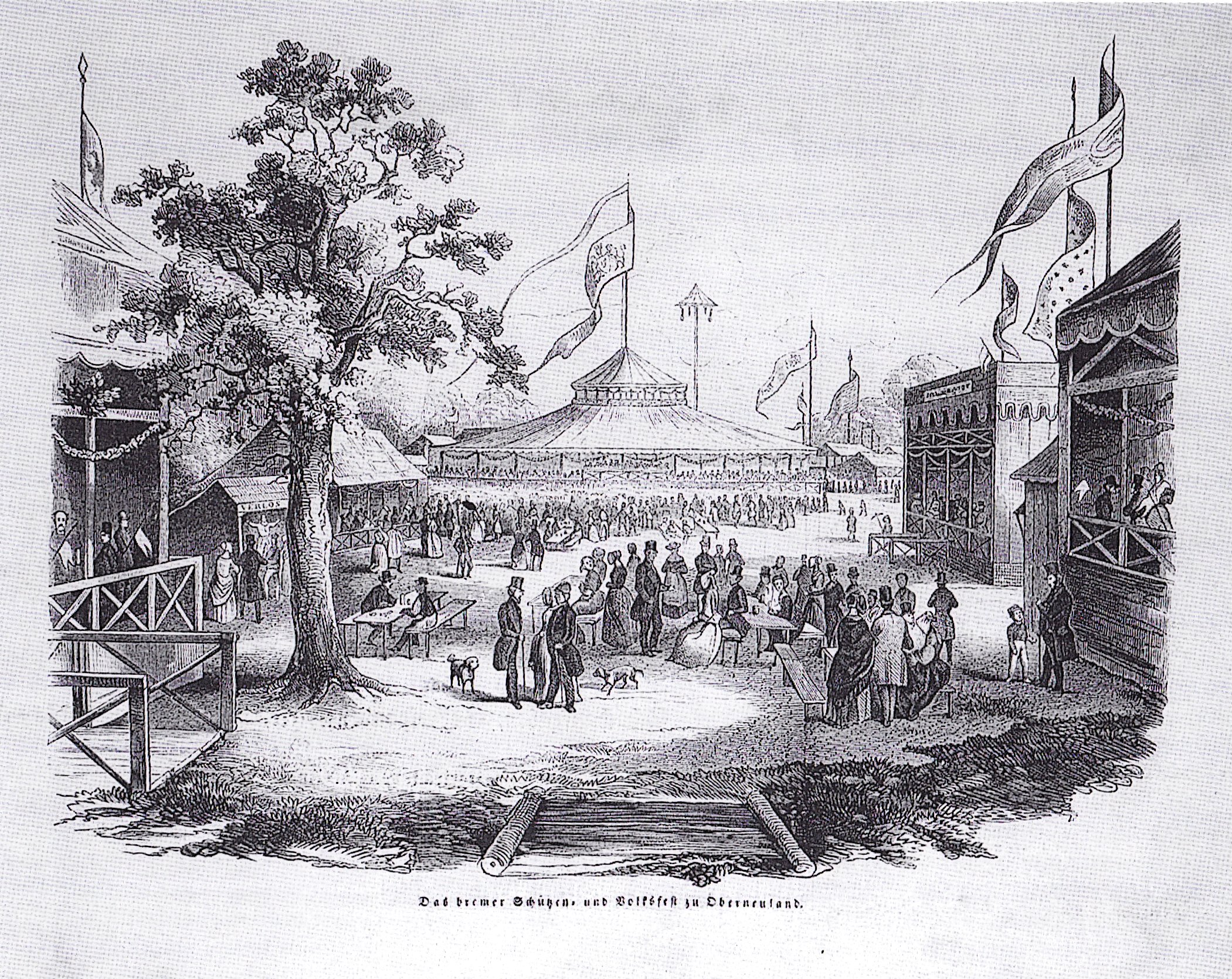
Das Bremer Schützen- und Volksfest zu Oberneuland (1846, Holzstich-Illustration aus der Illustrirten Zeitung)

Zu diesen regionalen Traditionen gehört unter anderem der „Fahnenschlag“ (ein spezielles Fahnenschwenken). Es symbolisiert die Fesselung des heiligen St. Sebastianus, des Schutzpatrons der Jungschützen. Der Fahnenschlag und auch das Fahnenschwenken werden nach festgelegten Regeln durchgeführt, welche in der Bundesfahnenschwenkerordnung festgelegt sind, sodass auf Wettbewerben Schiedsrichter die Darbietungen auch bewerten können.
Schützenfeste können von einem bis zu mehreren Tagen dauern und von unterschiedlichen Beiprogrammen begleitet sein. Sie finden oft in einem Festsaal der lokalen Gastwirtschaft oder in einem eigens aufgebauten Festzelt statt. Im Sauerland, im angrenzenden Kreis Siegen-Wittgenstein und in den östlichen Hellwegbörden (dort insbesondere Soester und Geseker Börde) haben die meisten Orte eine eigene Schützenhalle, die unter anderem für die Schützenfeste und -bälle genutzt wird. Viele Schützenfeste beginnen mit einem festlichen Umzug, bei dem der amtierende Schützenkönig mit seinem Hofstaat, von seinen Vereinsmitgliedern abgeholt, mit Musik durch den Ort zum Schützenplatz oder Festzelt marschiert oder kutschiert wird. Rund um das Festzelt wird oft ein Jahrmarkt oder eine Kirmes errichtet.

## Schützenfeste in Deutschland

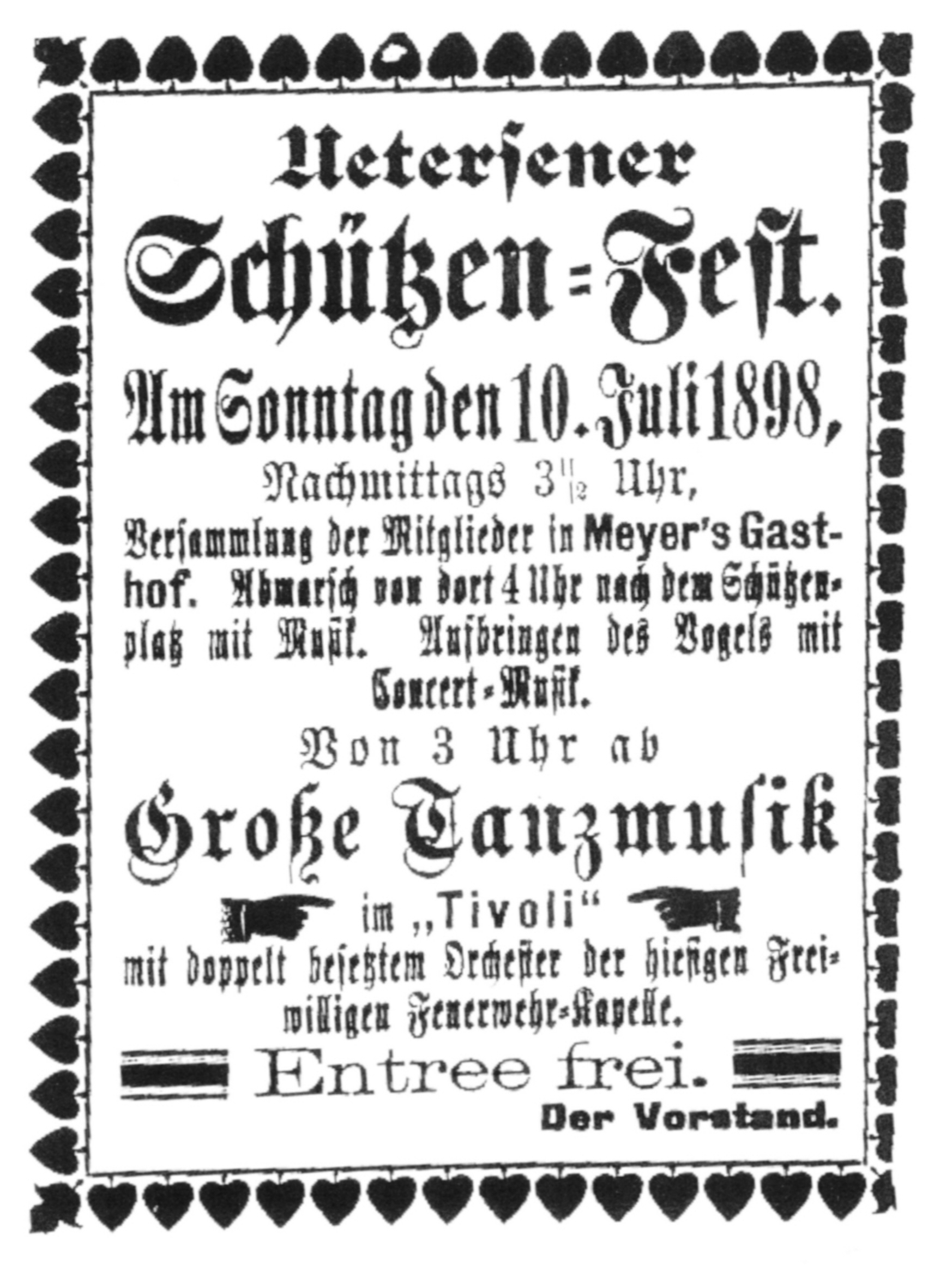
Historische Zeitungsanzeige aus dem Jahr 1898 für ein Schützenfest in Uetersen

Einige Schützenfeste berufen sich auf das sogenannte Freischießen, bei dem sich der beste Schütze der Sage nach für ein Jahr von seinen Steuerabgaben freischießen konnte. Auch wenn die Feste noch hier und da als Freischießen bezeichnet werden, ist heute mit der Königswürde keine Steuerbefreiung verbunden.
Das frühest belegte Schützenfest auf bayerischem Boden fand im Jahr 1427 in München statt. Bei diesem „Hosenschießen“ wurde mit Büchsen und Armbrüsten geschossen, um einen der 15 Preise zu erwerben: 15 Paar Hosen. Für die Stadt Würzburg ist ein Freischießen mit der Handbüchse etwa am Samstag Bartholomäi, dem 24. August 1480, belegt. An dieser dreitägigen Veranstaltung hatten 169 Schützen teilgenommen.
In Uelzen wird alle fünf Jahre das „Grenzbeziehen“ begangen (Schnadegang). Dort kontrollieren seit dem Mittelalter die Schützen, ob die Grenzmarken der städtischen Ländereien noch an ihrem alten Platz sind.
Beim Vogelschießen wird auf eine aus Holz gebaute Vogelattrappe geschossen. Derjenige, der die letzten Reste von der Vogelstange holt, ist der Schützenkönig. Beim Adlerschießen (zum Beispiel am Ravensburger Rutenfest) wird auf einen hölzernen Reichsadler geschossen, dessen Insignien und Federn einzeln abgeschossen werden können; Schützenkönig ist hier der Schütze des Reichsapfels. Es gibt allerlei Tiermotive bei Schützenfesten, so wird zum Beispiel beim historischen Schützenfest in Biberach an der Riß (Biberacher Schützenfest) auf einen Biber gezielt.

## Besondere Schützenfeste

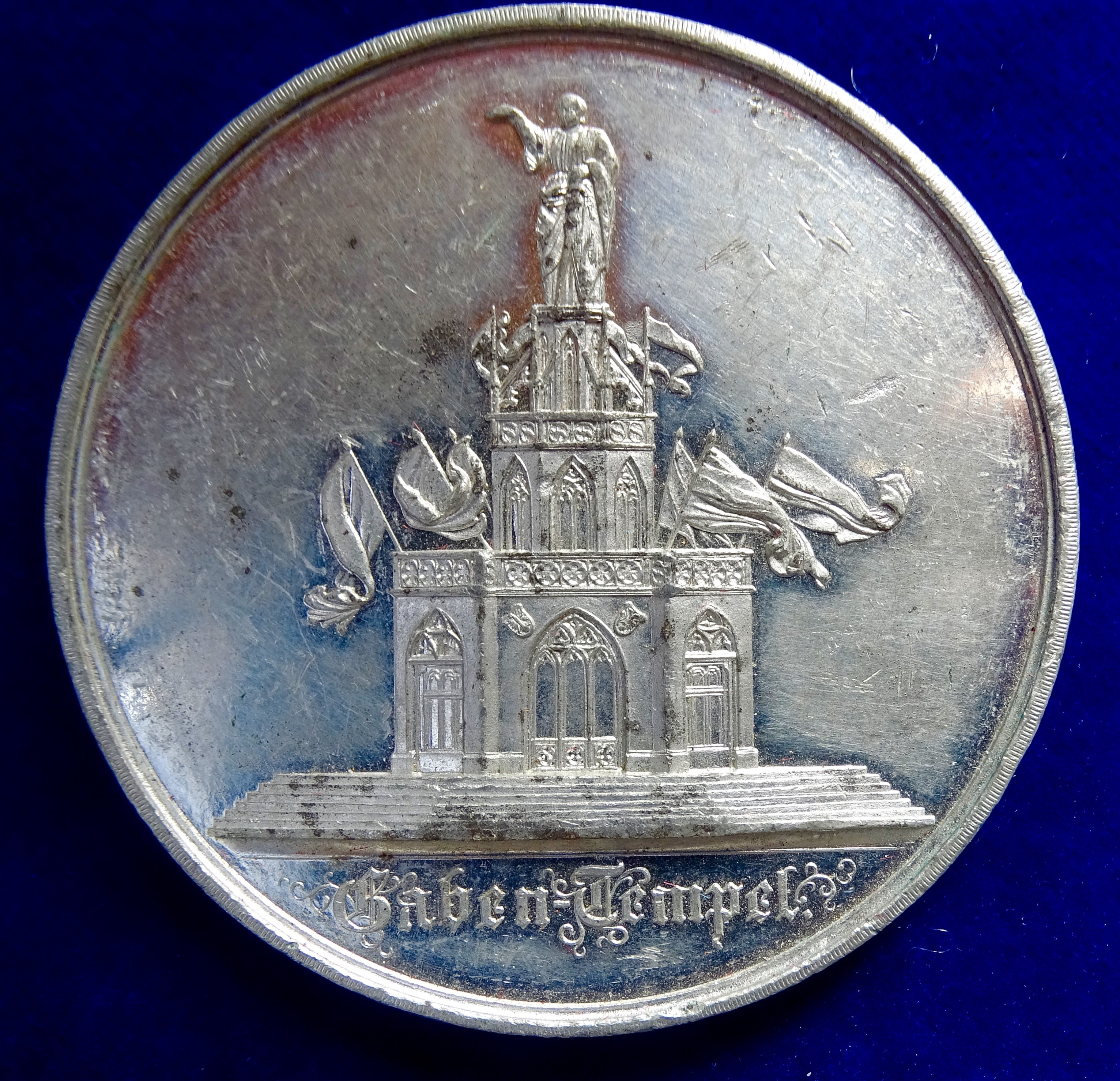
Schützenmedaille zum 1. Deutschen Schützenfest in Frankfurt am Main 1862, Vorderseite

### Das Deutsche Schützenfest
Seit 1862 fanden die Bundesschießen des Deutschen Schützenbundes in großen deutschen Städten statt. Vor Gründung des Deutschen Reiches auch in Wien (3. Deutsches Bundesschießen 1868). Vorläufig das letzte Bundesschießen war 2011 in Gotha.

### Schützenfest Hannover
Das Schützenfest Hannover gilt als das größte Schützenfest der Welt. Auf dem etwa 10 ha großen Schützenplatz gastieren rund 200 Schausteller, darunter knapp 40 Fahr- und Belustigungsgeschäfte, mehrere Schießbuden, drei Festzelte und drei Eventbereiche mit täglich wechselndem Programm sowie zahlreiche weitere Gastronomieanlagen. Höhepunkt ist der am ersten Schützenfest-Sonntag stattfindende 10 km lange Schützenausmarsch mit über 10.000 Teilnehmern aus dem In- und Ausland, darunter Schützen, rund 100 Kapellen und Spielmannszüge sowie über 50 Festwagen, Kutschen und sonstige Fahrzeuge. Er ist damit der längste und größte Schützenausmarsch der Welt. 2025 besuchten 180.000 Menschen die Veranstaltung. Zum Rahmenprogramm gehören u. a. die Verpflichtung der Bruchmeister, das Festessen der Schützen, die 6 Siegerehrungen (städtisches Schießen Tage 1–3, städtisches Pokalschießen, Regionsschießen und Volkskönigsschießen), das allen offenstehende Papagoyenschießen, der Tag der niedersächsischen Schützenvereine mit rund 50 Schützenvereinen mit über 1.000 Teilnehmern aus dem gesamten Land, der traditionelle Handwerkerabend sowie der Fackelzug mit dem anschließenden Zapfenstreich. Das 10-tägige Schützenfest zählt jedes Jahr rund 900.000  Besucher, es wurde aber häufig auch die Millionenmarke geknackt. Im VHS (Verband Hannoverscher Schützenvereine) sind derzeit 57 Schützenvereine und -gesellschaften Mitglied, darunter sind 45 aus der Stadt Hannover. Zur hannoverschen Schützentradition gehören aber auch die sechs Stadtteilschützenfeste, die im Frühling und Sommer in Hannover stattfinden. 1955 wurde Hannover der offizielle Ehrentitel „Deutsche Schützenstadt“ verliehen.

### Neusser Bürger-Schützenfest
Das Neusser Bürger-Schützenfest ist das Schützenfest der Stadt Neuss am Rhein. Es wird jährlich am letzten Augustwochenende ausgerichtet.
Mit mehr als 7700 marschierenden Schützen und Musikern (ca. 1600 Musiker) ist es zwar kleiner als das Schützenfest Hannover, gilt aber als das weltweit größte Schützenfest, das von einem einzigen Schützenverein organisiert wird und bei dem keine Gastzüge aus anderen Städten teilnehmen. Im Jahr 2018 wurde die Rekordzahl von über 7700 Marschierern erreicht (2015: über 7500, 2012 über 7200 Teilnehmer). Das Schützenfest ist mit seiner Königsparade, den Festzügen, dem Königsschießen sowie etlichen Begleitveranstaltungen ein gesellschaftlicher Höhepunkt in Neuss sowie der näheren und weiteren Umgebung und zog 2022 750.000 Besucher an. Rekordjahr war das Jahr 2007 mit 1,5 Millionen Besuchern.

### Lohner Schützenfest
Der Schützenverein Lohne ist Ausrichter des Lohner Schützenfestes. Es wird jährlich am zweiten Juliwochenende abgehalten. Mit über 2.800 aktiven Schützen in 68 Kompanien eingeteilt in sieben Bataillonen zählt es als zweitgrößtes deutsches Schützenfest, welches von einem einzigen Schützenverein organisiert wird. Zu den vereinseigenen Kompanien kommen noch über 20 Musikkapellen bzw. Musikzüge sowie Gastkompanien hinzu.

### Schützenfest in Sassenberg
Das Sassenberger Schützenfest ist das größte Schützenfest im Münsterland und findet immer am zweiten Wochenende im Juli statt.
Ausrichter ist der Bürgerschützenverein Sassenberg, der über 2100 Mitglieder zählt bei 10.000 Einwohnern der Stadt Sassenberg. Der Schützenverein ist größer als der örtliche Sportverein und gehört zu den 10 größten Schützenvereinen Deutschlands. Höhepunkt des Schützenfestes ist am Schützenfestmontag die große Königsparade mit über 1000 Teilnehmern. Neben den Schützen nehmen am Umzug noch acht Musikzüge, 15 Reiter sowie 10 Kutschen teil. Auf dem Schützenplatz erfolgt das Vogelschießen als Ringen um die Königswürde.

### Grevenbroicher Schützenfest
Das Schützenfest in Grevenbroich findet jährlich am ersten Wochenende im September statt. Zum festen Programm gehört der Fackelzug am Samstagabend und der Schützenumzug am Sonntagnachmittag. Als Höhepunkte des Heimat- und Volksfestes gilt die Parade der Schützen auf der Breite Straße in der Innenstadt, der Kirmesplatz, samt Festzelt, am Platz der Republik und der Frühschoppen am Montagmorgen im Grevenbroicher Festzelt. Ausgetragen und veranstaltet wird das Grevenbroicher Schützenfest vom Bürgerschützenverein 1849 Grevenbroich. Das Schützenbiwak Mitte August und der Vogelschuss auf dem Schützenplatz gelten als aufsehenerregende Nebenveranstaltungen.

### Olper Schützenfest
Das Olper Schützenfest findet immer am dritten Wochenende (dritter Sonntag) im Juli statt und wird vom 1311 gegründeten St.-Sebastianus-Schützenverein Olpe ausgerichtet.

### Europaschützenfest
Alle drei Jahre findet das Europaschützenfest statt, das von der Europäischen Gemeinschaft Historischer Schützen (EGS) organisiert wird. Hierzu erscheinen Schützen aus mehreren Nationen, unter anderem aus Deutschland, Niederlande, Belgien, Frankreich und Polen.
Beim Europaschützenfest 2003 in Vöcklabruck (Oberösterreich) nahmen etwa 25.000 Schützen teil, etwa ebenso viele beim Europaschützenfest 2006 in Heeswijk in den Niederlanden. Das 18. Europaschützenfest fand vom 28. bis 30. August 2015 in Peine (Niedersachsen) statt. Im Jahr 2021 sollte das 20. Europaschützenfest in der belgischen Stadt Deinze stattfinden, jedoch wurde es aufgrund der Corona-Pandemie abgesagt und wurde 2022 am gleichen Ort nachgeholt.[veraltet]

## Schützenfeste in der Schweiz

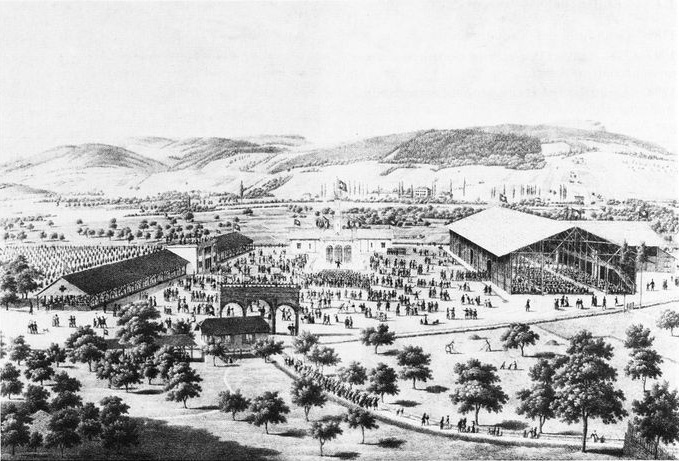
Gelände des Eidgenössischen Freischießens in Aarau (1849)

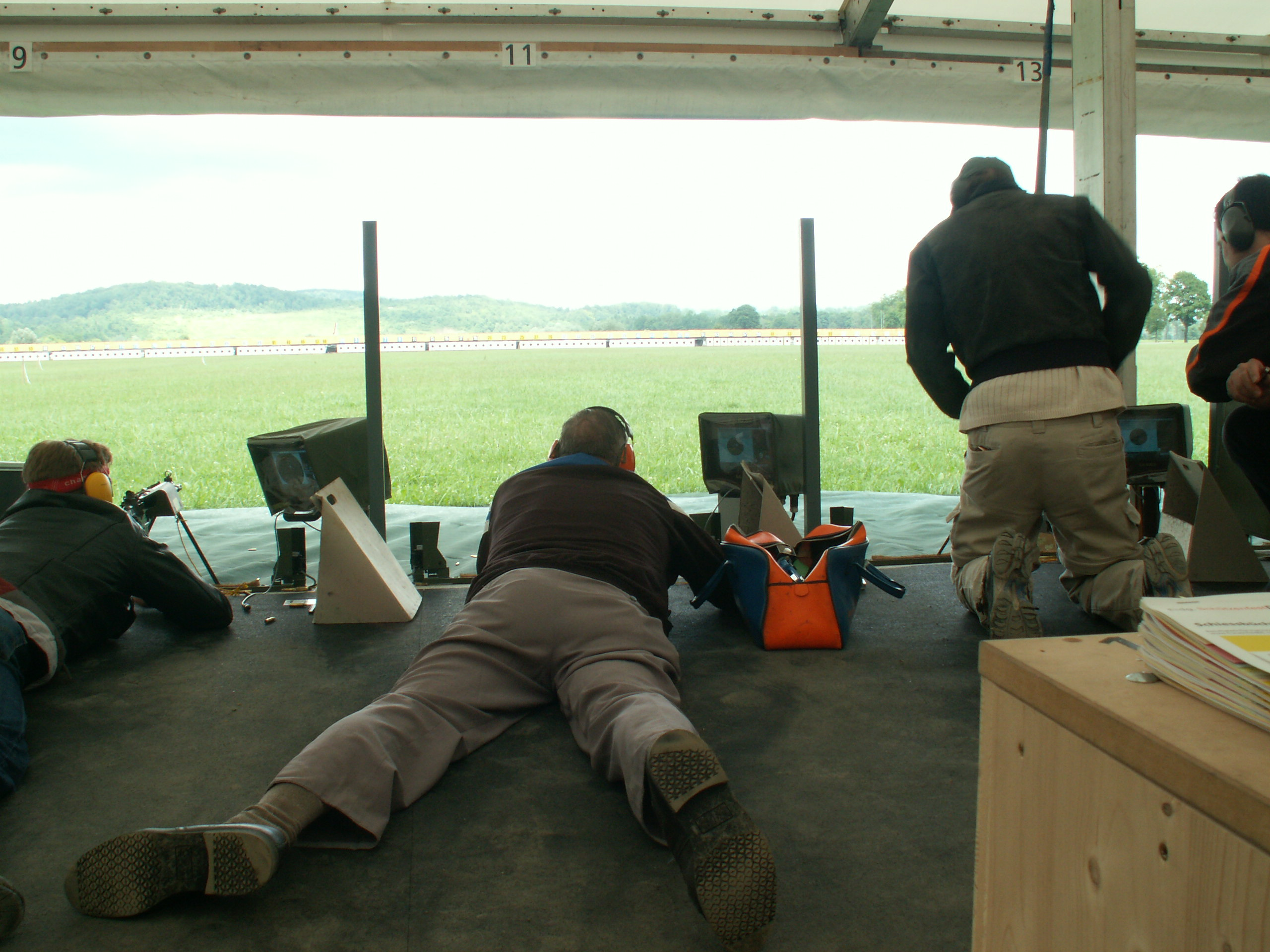
Schütze in der Schießstellung beim Eidg. Schützenfest in Frauenfeld

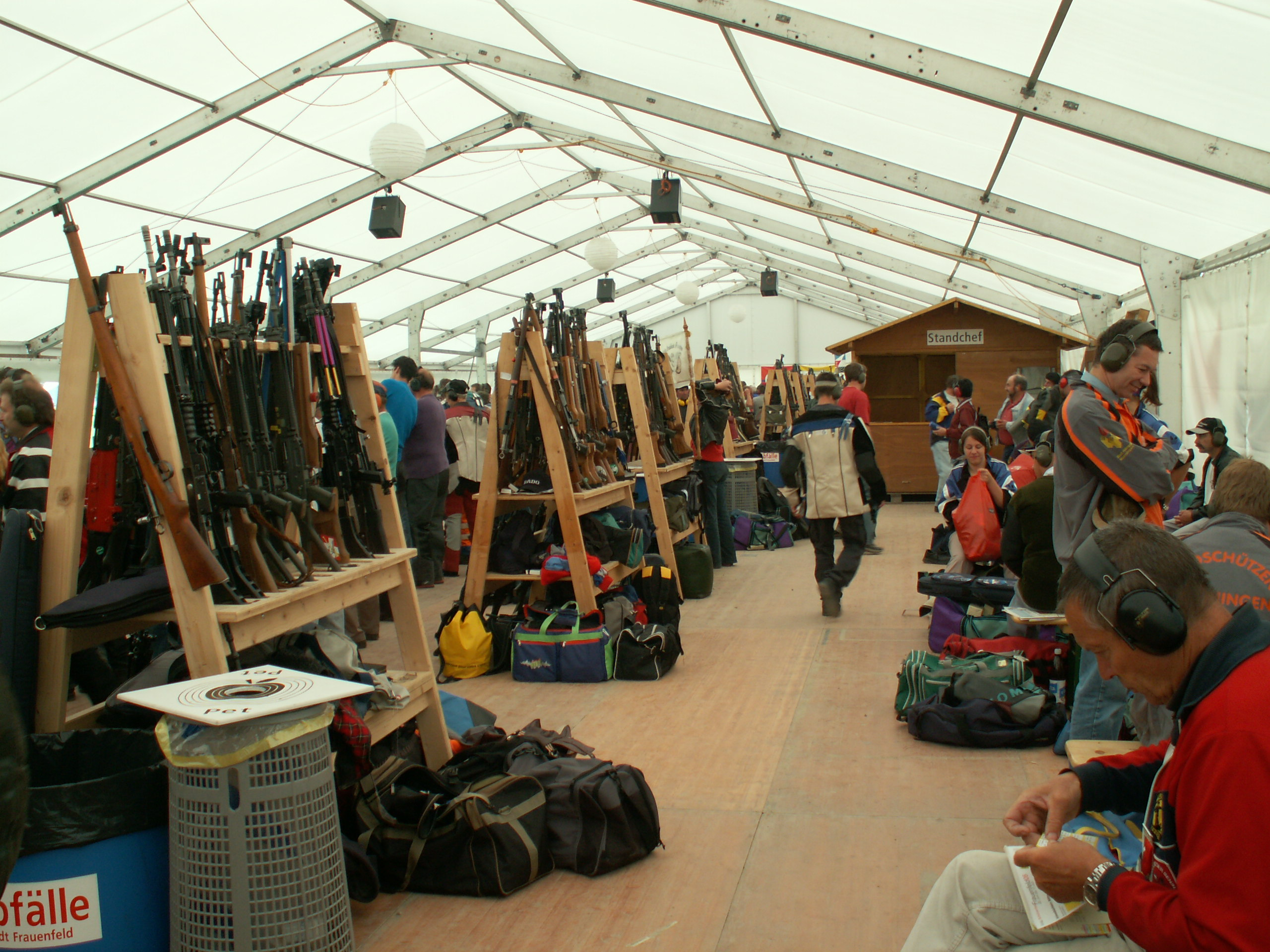
Schießstand am Eidg. Schützenfest in Frauenfeld

Schweizer Schützenfeste werden auch als Freischießen (Freischiessen) bezeichnet. Sie und die Schützenvereinigungen spielen im politischen Leben der Schweiz eine bedeutende Rolle. Heutzutage finden die nationalen Schießwettkämpfe „Eidgenössisches Schützenfest“ alle fünf Jahre statt. Es handelt sich um sportliche Großveranstaltungen mit Sportfestcharakter. Von den 70 000 Besuchern des eidgenössischen Schützenfestes in Frauenfeld im Jahre 2005 nahmen 50.000 als Schütze an den Wettkämpfen im Pistolenschießen über 25 und 50 m und im Schießen mit Sport- und Ordonnanzgewehren (Kaliber 7,5 mm Swiss (GP 11) oder 5,6 mm (Gw Pat 90)) über 300 m teil. Aus dieser großen Teilnehmerzahl leitet sich der Anspruch auf die Bezeichnung „größtes Schützenfest der Welt“ ab. Ein jährlich veranstaltetes und noch größeres Ereignis ist mit rund 150.000 Teilnehmern das „Eidgenössische Feldschiessen“; es wird aber über das ganze Land verteilt dezentral an jeweils zwei Tagen durchgeführt. Im Gegensatz zu den deutschen Schützenfesten sind an Schweizer Schützenfesten in der Regel keine Schaubuden und andere Belustigungen üblich (Ausnahme: Zürcher Knabenschiessen). Die nebenstehende Galerie vermittelt einen Eindruck von der technischen Organisation solcher Massenwettkämpfe.
Zu den eidgenössischen Schützenfesten kommen noch die kantonalen Schützenfeste wie auch Landes- oder Landesteilschießen wie auch weitere regionale und örtliche Schießen. Das sind jährlich etwa drei Dutzend Schützenfeste, verteilt über das ganze Land. Organisatoren von Schützenfesten können Kantonal-, Unterverbands- und Landesteilverbände sowie Vereine bzw. besondere Trägerorganisationen sein. Sofern diese vom Schweizerischen Schießsportverband (SSV) bewilligt sind, erscheinen sie im vom SSV publizierten Schützenkalender. Diese haben zum Teil mehrhundertjährig belegbare Tradition; so findet das Toggenburger Landschießen im Jahr 2009 schon zum 356. Male statt.

## Sonstiges
- Der französische Filmregisseur Jacques Tati drehte einen amüsanten Film rund um Begebenheiten während eines Dorffestes, der den deutschen Titel „Tatis Schützenfest“ (Jour de fête, 1949) bekam. Tatsächlich findet im Film jedoch gar kein Schützenfest statt. Tatis Film war der erste französische Farbfilm.
- Wenn bei einem Fußballspiel sehr viele Tore fallen, spricht man auch umgangssprachlich von einem „Schützenfest“.
- Das Biberacher Schützenfest hat, trotz Namensgleichheit, nichts mit den in West- und Norddeutschland üblichen Schützenfesten zu tun. Es gehört vielmehr zu den historischen Kinderfesten in Süddeutschland, war wohl ursprünglich ein Schulfest und erhielt seinen Namen wahrscheinlich von seinem Standort, dem „Schützenberg“. Das so genannte „Biberschießen“ (siehe oben), bei dem die älteren Schulklassen mit Armbrusten auf eine Bibertafel schießen, ist nur ein Programmpunkt unter einer großen Vielfalt an Festveranstaltungen.[9]
- Das erste öffentliche Schützenfest in Deutschland, bei dem mit Feuerwaffen geschossen wurde, fand 1498 in Leipzig statt. Das so genannte „Fürstenschießen“ war das erste deutschlandweite seiner Art, bei dem auch Teilnehmer aus anderen Gebieten des Reiches teilnahmen.[10]